# Bracket
I Bracket sono un gruppo musicale pop punk di Forestville (California), formato nel 1992. Il loro stile melodico, caratterizzato da canzoni di facile presa (diverse delle quali riguardano Warren Rake, un amico di Zack Charlos), li ha fatti diventare un gruppo ampiamente conosciuto nella scena pop-punk indipendente.

## Storia
Durante gli anni di liceo nella El Molino High School, Larry, autodefinitosi il più grande fan degli AC/DC, conobbe dell'esistenza di un nuovo ragazzo nella scuola, di nome Marty, il quale anch'esso riteneva di essere il più grande fan di tutti i tempi degli AC/DC. Dopo alcune ricerche, capì che essi avevano molto in comune e iniziarono ad impratichirsi con la chitarra. Anche Zack incontrò Marty durante il liceo, e sentì che anche altri ragazzi stavano cercano di formare una band, ma cercavano un cantante. Zack era decisamente stonato, e quindi si mise al basso.
Allo stesso tempo, serviva un batterista, e venne inserito nel gruppo Marty, che conosceva Ray sin dall'asilo. Sotto il nome di Under the name of High Output, i quattro iniziarono a suonare cover di Tom Petty, Creedence Clearwater Revival, the Rolling Stones e diversi altri. Si esibivano ai matrimoni, ai Bar mitzvah e in ogni altro posto disponibile. Dopo qualche tempo, decisero di tentare la via dei locali notturni, ed in breve tempo incominciarono a guadagnare discretamente per i propri concerti.
La madre di Marty si trasferì poi a Los Angeles, e il ragazzo la seguì, invitando Zack ad andare con lui almeno per i successivi due mesi. Marty rimase lì per un intero anno, esercitandosi con la chitarra via telefono con Larry. Alla fine riuscirono a comporre degli stralci di canzoni e Marty ritornò in California.
I pezzi finali completati furono quattro, che vennero inseriti in un E.P. Successivamente il gruppo iniziò a suonare alcuni concerti nell'area di San Francisco e ciò fruttò loro un contratto con la Caroline Records. La band, che non aveva alcuna esperienza nelle relazioni con le case discografiche, non sapeva ancora quale impatto la relazione contrattuale avrebbe avuto sulla propria popolarità. I Bracket iniziarono a sviluppare una buona base di fan, tra i quali vi erano coloro che amavano il formato vinile. Così, dopo che una richiesta di registrare un 7 fu rigettata dalla Caroline, il gruppo firmò per la Fat Wreck Chords. Con Fat Mike crebbe una solida amicizia. Dopo aver girato diverse volte per tutti gli U.S.A., Canada, ed Europa, nel 1997 suonarono in Giappone.
Nel 2005, la Fat Wreck Chords annunciò che non gradiva i demo del nuovo album dei Bracket che quindi furono costretti a creare una propria casa discografica, la Takeover Records, che avrebbe prodotto, nell'anno successivo, "Requiem".

### Membri attuali
- Marti Gregori - chitarra, voce (1992-oggi)
- Angelo Celli - chitarra, cori(1999-oggi)
- Zack Charlos - basso, cori (1992-oggi)
- Ray Castro - batteria (1992-oggi)

### Ex membri
- Larry Tinney - chitarra, cori (1992-1999)

## Discografia

### Album
- 924 Forestville St. (1994) Caroline Records
- 4-Wheel Vibe (1995) Caroline Records
- E Is for Everything on Fat Wreck Chord (1996) Fat Wreck Chords
- Like You Know (1996) Caroline Records, registrato ma mai pubblicato
- Novelty Forever (1997) Fat Wreck Chords
- When All Else Fails (2000) Fat Wreck Chords
- Live in a Dive (2002) Fat Wreck Chords
- Requiem (2006) Takeover Records
- Hold Your Applause (2014) High Output Records
- Too Old to Die young (2019) Fat Wreck Chords
- Like you Know (2021) Sbam Records, pubblicazione dell'album registrato nel 1996

### EP e singoli
- 5:35 (1994) Hi-Rise Recordings
- Stinky Fingers (1994) Fat Wreck Chords
- BS (1994) Fat Wreck Chords
- Trailer Park (Bracket Isn't It?) (1995) Hi-Rise Recordings
- For Those About to Mock (1995) Fat Wreck Chords
- 4 Rare Vibes (1996) Caroline Records
- F is for Fat (1996) Fat Wreck Chords
- Appetite for Food (1997) High Output Recordings